# Municipio Maroa
El Municipio Autónomo Maroa es uno de los siete municipios en los que se divide administrativamente el Estado Amazonas, Venezuela. Posee una superficie de 14 250 km² y una población de 3031 habitantes según el INE 2023, lo que representa el 1,4 % de la población total del estado. Su capital, también llamada Maroa, se encuentra en las coordenadas N2 43 00.3 W67 32 59.9

## Toponimia
El municipio toma su nombre de su fundador, Cacique Maruwa.

## Historia
El Municipio Maroa fue constituido como tal en 1994. Se encuentra localizado al suroeste del Estado Amazonas, con una extensión de 14 250 km², limitado al norte con el Municipio Atabapo y al sur con el Municipio Río Negro, al este con el Municipio Atabapo y al oeste con la República de Colombia. Desde el año 2006 cambió su nombre a Municipio Guainía, manteniendo su capital Maroa.
La capital, Maroa fue fundada el 19 de septiembre de 1760, por el Cacique Maruwa, de quien se deriva su nombre. La diversidad de especies silvestres, tales como: plantas, hongos, aves, y animales en general, son de una complejidad y belleza exótica bastante interesante, de las cuales muchas son conocidas y otras no, pero que se engloban en el mundo vegetal y en la fauna, propias para el atractivo turístico del Municipio.
El 22 de septiembre de 2015 el presidente venezolano, Nicolás Maduro declara parcialmente un Estado de excepción en el estado fronterizo de Amazonas, por la crisis diplomática con Colombia originado por los acontecimientos ocurridos en el Estado Táchira el 21 de agosto del mismo año, siendo esta entidad municipal uno de los cinco municipios afectados por la medida presidencial.

## Geografía

### Organización parroquial
| Parroquia       | Superficie | Población  | Densidad     |
| --------------- | ---------- | ---------- | ------------ |
| Comunidad       | km²        | hab.       | hab./km²     |
| Maroa           | km²        | hab.       | hab./km²     |
| Victorino       | km²        | hab.       | hab./km²     |
| Municipio Maroa | 14 250 km² | 2 029 hab. | 0,1 hab./km² |

## Demografía

### Capital
El Municipio Maroa se caracteriza por la presencia de microclimas y una extensa selva tropical lluviosa, donde los valores de precipitación alcanzan hasta 3500 mm anuales. En esta región, es posible encontrar desde pequeñas especies como bromelias, hongos, orquídeas y la «Flor de Maroa», hasta gigantescos árboles que alcanzan entre 30 y 45 metros de altura y diámetros de 2 a 3 metros, entre ellos el yebaro, mure, parature, jabua, laurel y palo brasil.
La biodiversidad del municipio es notable, con la presencia de aproximadamente 640 especies de aves, entre las que destacan loros, guacamayas, tucanes, pericos, garzas y grullas. Además, la fauna silvestre incluye especies como la danta, lapas, venados, ardillas, baquiros o jabalíes, cachicamos, monos, osos hormigueros y cunaguaros.
En cuanto a la vida acuática, los ríos del municipio albergan peces como el bagre, pavón de gran tamaño y bocachico, así como algunos quelonios y la baba o caimán del Orinoco.
Dentro de este entorno ecológico sobresale la Reserva de Biósfera Guainía-Casiquiare-Río Negro, reconocida como la más extensa de Sudamérica, destacándose por sus paisajes únicos y su importancia para la conservación de la biodiversidad.

## Turismo

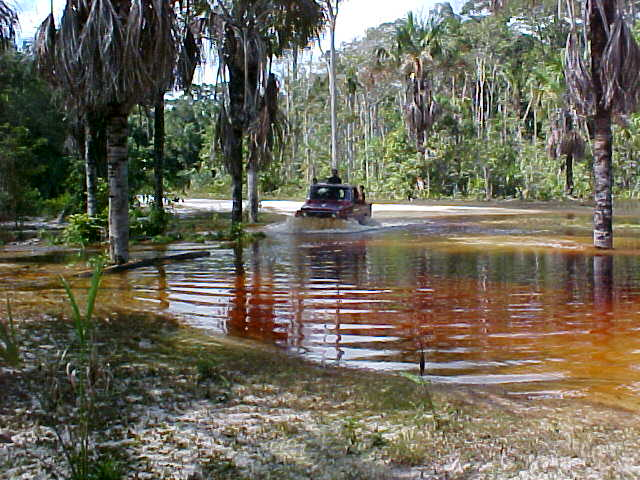
Río Tiriquin.

El balneario Tiriquín, ubicado al sur del municipio, es un destino ideal para quienes disfrutan de caminatas en la selva, pesca y turismo ecológico.
Otro atractivo destacado es el balneario Bocachico, situado a 15 minutos de Maroa. Su característica más llamativa es el color oscuro de sus aguas y su temperatura fría, lo que le otorga un ambiente único. Durante los fines de semana, es un lugar frecuentado por visitantes que buscan descanso y recreación, con la posibilidad de alojarse en sus amplias y hermosas churuatas.
Además, la región cuenta con varios raudales de interés para la relajación y la exploración, como El Venado, San Miguel, Caño Ichari y la Isla del Amor. Estos sitios son especialmente valorados por su idoneidad para la pesca, así como por la observación e investigación de petroglifos, vestigios históricos de las culturas indígenas que habitaron la zona.

## Política y gobierno

### Alcaldes
| Período     | Alcalde             | Partido político / Alianza | % de votos | Notas |
| ----------- | ------------------- | -------------------------- | ---------- | --- |
| 1995 - 2000 | Antonio Briceño     | COPEI                      | -          | Primer alcalde bajo elecciones directas (se realizaron elecciones generales adelantadas en el 2000 debido a la aprobación de la Constitución de 1999) |
| 2000 - 2004 | Antonio Briceño     | MVR                        | 52,78      | Reelecto |
| 2004 - 2008 | Thaimir Briceño     | MVR                        | 61,02      | Segunda alcalde bajo elecciones directas |
| 2008 - 2013 | Thaimir Briceño     | PSUV                       | 54,81      | Reelecto (se postergan 1 año las elecciones municipales pautadas para finales del 2012)                                                               |
| 2013 - 2017 | Thaimir Briceño     | PSUV                       | 60,62      | Reelecto |
| 2017 - 2020 | Thaimir Briceño (+) | PSUV                       | 97,71      | Reelecto. Falleció el 16/09/2020 con sintomatología asociada al Covid.                                                                                |
| 2020 - 2021 | Floryzel Guerrero   | PSUV                       | -          | Alcaldesa encargada |
| 2021 - 2025 | Floryzel Guerrero   | PSUV                       | 48,28      | Tercer Alcalde bajo elecciones directas |

### Concejo municipal
Período 2021 - 2025
| Concejales:       | Partido político / Alianza |
| ----------------- | -------------------------- |
| Melvin Bueno      | PSUV                       |
| Antonio Clarín    | PSUV                       |
| Evelin López      | PSUV                       |
| Belamaris Mendare | MUD                        |
| Lenin Martinez    | (Representación indígena)  |